# Фуллер, Рой
Рой Фуллер (англ. Roy Broadbent Fuller; 11 февраля 1912, Фейлсуэрт, графство Ланкашир — 27 сентября 1991, Лондон) — английский поэт и прозаик. Президент Общества изданий поэзии (Poetry Book Society в 1960—1968). Профессор поэзии Оксфордского университета (1968—1973). Почётный доктор Кентского университета (1986).

## Биография
С 1934 года работал в качестве юриста. В 1941—1946 годах служил в звании лейтенанта в Королевском военно-морском флоте, сначала в качестве механика в Кении, а затем, в радиолокационной службе при Адмиралтействе. Затем много лет работал юристом.

## Творчество
Дебютировал в 1940 году, как поэт, близкий по духу к «оксфордцам», и выступал с гражданской лирикой. В годы Второй мировой войны написал ряд сильных стихотворений на военно-патриотическую тему (книга стихов «Середина войны», 1942). Первые стихи поэта наполнены чувством страха и напряжённости, порождёнными событиями гражданской войны в Испании.
После окончания Второй мировой войны и демобилизации, Фуллер продолжал писать и публиковать стихи, но вскоре также обратился к фантастике, опубликовал сборник приключенческих рассказов Savage Gold (1946).
С 1950-х годов культивировал преимущественно философско-исповедальную поэзию. Для стиля Фуллера характерны интеллектуализм, пристальное внимание к материальным деталям жизни, как отражению её внутреннего содержания, ироничность, употребление прозаизмов.
Рой Фуллер — автор нескольких романов («Комедия с моим отцом» (1961)), а также книг и стихов для детей. Участник многих поэтических антологий.

## Избранные произведения
Сборники поэзии:
- Poems (1940),
- The Middle of a War (1942),
- A Lost Season (1944),
- Epitaphs and Occasions (1949),
- Counterparts (1954),
- Brutus’s Orchard (1957),
- Buff (1965),
- New Poems (1968),
- Tiny Tears (1973),
- From the Joke Shop (1975),
- Poor Roy (1977),
- The Reign of Sparrows (1980),
- Outside the canon (1986),
- The second curtain (1986),
- Image of a society (1987),
- Lessons of the summer (1987),
- The ruined boys (1987),
- Consolations (1987),
- Available for dreams (1989),
- Stares (1990),
- Spanner and pen: Post-war memoirs (1991).

Лауреат нескольких литературных премий и наград, в том числе Королевской Золотой медали за поэтические достижения (1970).